# Cer Modern
Cer Modern – centrum sztuki nowoczesnej w Ankarze w Turcji. 
Centrum sztuki nowoczesnej Cer Modern mieści się przy Altinsoy Caddesi 3 w Ankarze w Turcji. Utworzone zostało w roku 2010. Obejmuje ono zmodernizowane tereny przy dworcu kolejowym w Ankarze takie jak dawne bocznice kolejowe i parowozownię. Urządzane są tutaj zarówno wystawy czasowe, jak i stałe oraz organizowane są warsztaty dla twórców. Znajduje się tutaj największa w Turcji sala przystosowana do czasowych wystaw. Zarówno pod dachem jak i pod gołym niebem w centrum sztuki Cern Modern mieszczą się galerie fotograficzne oraz park rzeźb. Centrum jest nieczynne dla zwiedzających w poniedziałki.